# Остин (окръг, Тексас)
Вижте пояснителната страница за други значения на Остин.
Окръг Остин (на английски: Austin County) е окръг в щата Тексас, Съединени американски щати. Площта му е 1700 km², а населението - 23 590 души (2000). Административен център е град Белвил. Град Остин се намира на 176 km северозападно от окръга и не е част от него, въпреки същото име.